# اندی پری
اندی پری (انگلیسی: Andy Parry؛ زادهٔ ۱۳ سپتامبر ۱۹۹۱) بازیکن فوتبال اهل بریتانیا است.
از باشگاه‌هایی که در آن بازی کرده‌است می‌توان به باشگاه فوتبال رادکلیف بورو، باشگاه فوتبال آلترینچام، باشگاه فوتبال لوتون تاون، باشگاه فوتبال بارو، باشگاه فوتبال ساوتپورت، باشگاه فوتبال تلفورد یونایتد، و باشگاه فوتبال کترینگ تاون اشاره کرد.